# Tarzan, O Magnífico (livro)
Tarzan, O Magnífico (Tarzan the Magnificent no original em inglês) é um romance de autoria do escritor norte-americano Edgar Rice Burroughs. Publicado em 1939, é o vigésimo de uma série de vinte e quatro livros sobre o personagem Tarzan.
O romance é composto de duas partes, publicadas em duas revistas diferentes antes de serem fundidas para edição em livro. Na primeira metade, o rei das selvas depara-se com uma tribo de mulheres guerreiras, enquanto na segunda ele retorna à Cidade de Ouro, palco de Tarzan and the City of Gold.

## Resumo
Ao explorar a região em torno do Lago Rodolfo, Tarzan encontra uma carta de um certo Lord Mountford, que se perdeu na selva vinte anos antes. Tarzan também salva o viajante e escritor americano Stanley Wood, que estava encalhado.
Wood, que conhece Tarzan apenas como "Clayton", confirma a veracidade da carta, que fala de duas tribos lendárias, constituídas por amazonas. Em cada uma delas há um curandeiro que se aproveita dos poderes ocultos de duas grandes joias, o diamante Gonfal da tribo Kaji e a Grande Esmeralda da tribo Zuli.
Wood acaba atraído por Gonfala, a rainha bipolar das Kaji, e deixa o Homem-Macaco. Seus guias roubam o diamante e raptam Gonfala. Tarzan, que o seguira, livra-o de um encantamento hipnótico e ambos perseguem os sequestradores até o Vale de Onthar, onde fica Cathne, a Cidade de [[Ouro. Alextar, irmão da rainha Nemone, é agora o rei, um rei brutal e cruel.

## História editorial
A novela Tarzan the Magnificent foi finalizada em março de 1936. Burroughs nunca precisou as datas de início e fim da composição. Renomeada para Tarzan and the Magic Men, a história foi publicada em três edições sucessivas da revista pulp [semanal Argosy Weekly, de 19 de setembro a 3 de outubro de 1936, com capa ilustrada por Hubert Rogers no primeiro número e uma ilustração por número assinada pelo artista Samuel Cahan.
Em seguida, Burroughs escreveu a sequência Tarzan and the Elephant Men, de 1 de dezembro de 1936 a 8 de março de 1937. A pequena narrativa apareceu inicialmente na pulp Blue Book, em três edições mensais, de novembro de 1937 a janeiro de 1938, com capa e ilustrações internas de Jeremy Cannon, pseudônimo usado por Herbert Morton Stoops.
A primeira edição em livro (capa dura), resultante da fusão das duas histórias e já como Tarzan the Magnificent, foi publicada pela Edgar Rice Burroughs, Inc. em 25 de setembro de 1939, com sobrecapa e cinco ilustrações internas de John Coleman Burroughs, filho do escritor. A obra é dedicada a Cyril Ralph Rothmund, assistente pessoal e amigo de longa data de Burroughs.
No Brasil, o romance foi editado pela Companhia Editora Nacional em 1948, com tiragem de vinte mil exemplares, na incensada coleção Terramarear, onde recebeu o número 73. Foi o penúltimo título de Tarzan a sair pela editora. Três novas impressões foram enviadas para as prateleiras -- em 1954, 1956 e 1959 --, com cinco mil unidades cada. Para essas reedições, o livro foi dividido em dois volumes.
Em 1971, a Distribuidora Record lançou sua tradução, feita por Affonso Blacheyre. Na ocasião, a editora publicou um total de oito aventuras do herói, todas com desenhos de capa do respeitado Burne Hogarth.
Em Portugal, o romance saiu pela Portugal Press, de Lisboa. A Portugal Press enviou para as livrarias a obra completa sobre Tarzan, com preços que variavam entre 35$00 e 70$00 (escudos).

## Adaptações

### Quadrinhos
A primeira quadrinização foi na forma de tiras diárias de 21 de junho a 9 de outubro de 1937, com desenhos de William Juhré e roteiro assinado por Don Garden. A segunda parte, Tarzan and the Elephant Men, adaptada por Rex Maxon (ilustrações) e Don Garden, apareceu nos jornais no período de 10 de outubro de 1938 a 18 de fevereiro de 1939.
O livro não foi adaptado para revista em quadrinhos, porém ganhou uma continuação escrita por Al Gross, com o título de "Legion of Hate". Ilustrada por Christopher Schenck, a história foi lançada pela Dark Horse Comics nas edições de janeiro a abril de 1997 da revista "Tarzan".

### Cinema
Apesar do título, o filme Tarzan the Magnificent, estrelado por Gordon Scott, não é baseado nesta obra de Burroughs.